# تونی دولان
تونی دولان (انگلیسی: Tony Dolan؛ زادهٔ ۲۱ ژانویهٔ ۱۹۶۴) نوازنده گیتار بیس و بازیگر اهل انگلستان است.
از فیلم‌ها یا برنامه‌های تلویزیونی که وی در آن نقش داشته‌است می‌توان به ناخدا و فرمانده: آخر دنیا اشاره کرد.